# Moga (huyện)
Huyện Moga là một huyện thuộc bang Punjab, Ấn Độ. Thủ phủ huyện Moga đóng ở Moga. Huyện Moga có diện tích 1672 ki lô mét vuông. Đến thời điểm năm 2001, huyện Moga có dân số 886313 người.